# Flugplatz Bad Gandersheim
Het vliegveld Bad Gandersheim (Duits: Flugplatz Bad Gandersheim) is een klein vliegveld op ongeveer een kilometer ten zuiden van Bad Gandersheim, district Northeim, in de Duitse deelstaat Nedersaksen.
Het vliegveldje heeft één start-en landingsbaan met gras als oppervlakte. De lengte ervan is 725 meter.
Het is alleen in de weekends open voor kleine zakenvliegtuigjes en voor mensen die allerlei vormen van vliegsport als hobby beoefenen.

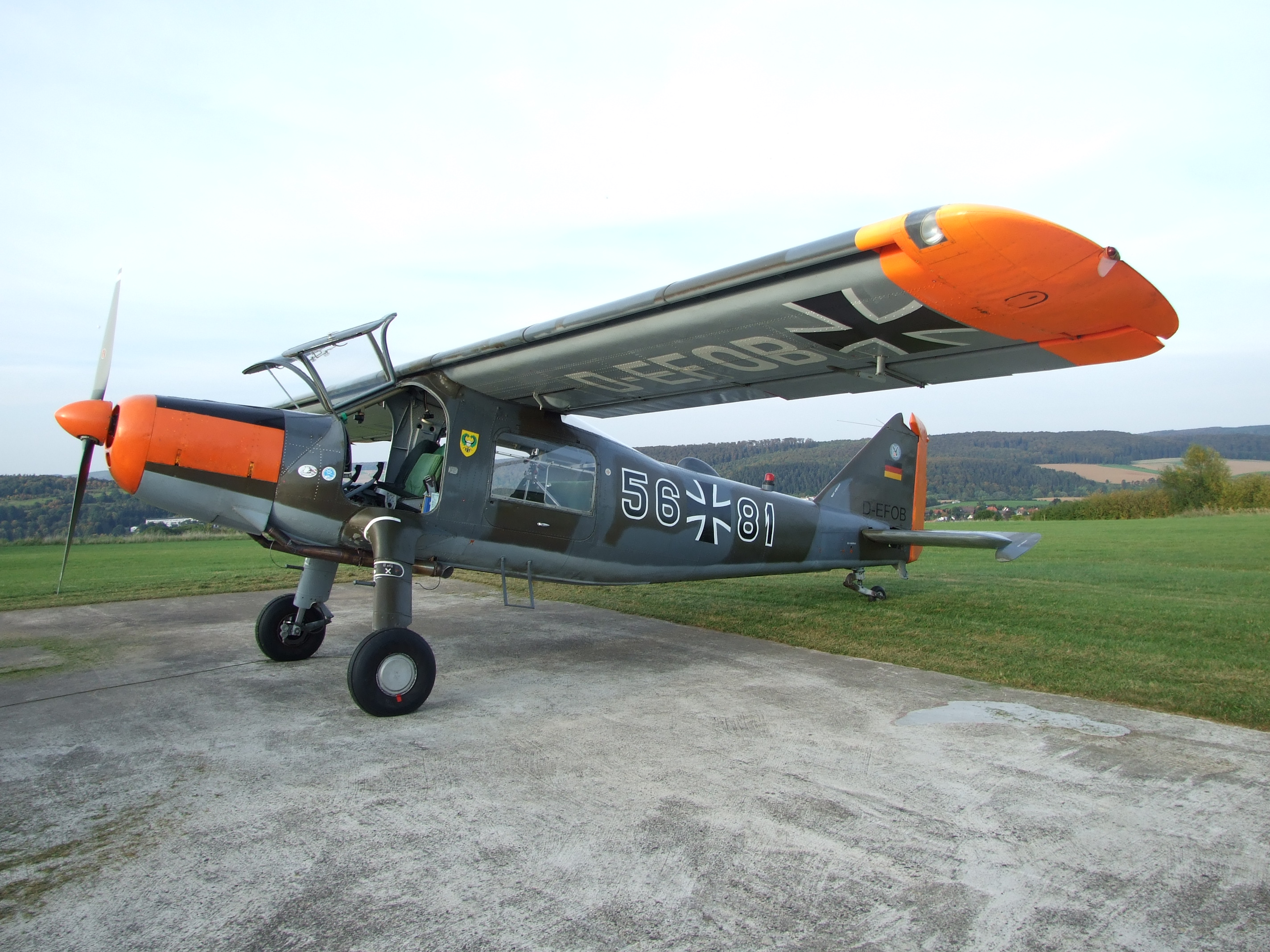
Dornier DO 27 op het vliegveld